# Aeroportul Berlevåg
Aeroportul Berlevåg (IATA: BVG, ICAO: ENBV) este un aeroport din Comuna Berlevåg, Finnmark, Norvegia ce deservește zona Comuna Berlevåg. Aeroportul a fost tranzitat în 2022 de 13.843 de pasageri. A fost deschis în 1970 și numit după zona deservită.
Situat la o altitudine de 13 m, aeroportul dispune de 1 pistă. Este operat de Avinor⁠(d).

## Infrastructură

### Piste
Aeroportul dispune de o singură pistă. Pista 06/24 are suprafața de asfalt și dimensiunile 1.029 m × 30 m. 